# Shuddhadvaita

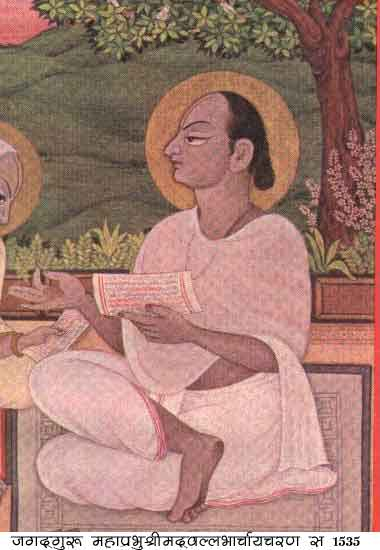
Vallabha Acharya, qui proposa la philosophie du « pur non-dualisme » ou Shuddhadvaita

Shuddhadvaita, IAST: Śuddhādvaita est l'une des écoles du Vedānta qui appartient à la tradition philosophique indienne connue sous le terme sanskrit āstika. Celle-ci a été établie par le philosophe Vallabha Ācārya vers le XVe siècle de notre ère.
Dans ce système métaphysique, la combinaison de la Mâyâ (puissance d'illusion temporelle) avec le Brahman (âme universelle) est supprimée ; la Cause de ce monde n'est pas le Brahman voilé par la Mâyâ. Mais c'est le Brahman pur et seulement le Brahman pur qui est l'Effet et la Cause de ce Monde (la Création est le Jeu de Dieu). 

## Philosophie
Cette école philosophique pense le Tout comme étant une substance unique ; ce monisme absolu, ou non-dualisme pur de Vallabha, voit l'égalité dans l'essence du Soi individuel, l'âme/âtman dans le cycle des transmigrations, avec le Soi suprême, Dieu. Il n'y a aucune différence réelle entre les deux (de même qu'il n'y a pas de différences fondamentales entre les étincelles et le feu). Cependant, contrairement à l'Advaita Vedanta d'Adi Shankara, Vallabha comprend Dieu comme le Tout et l'individu comme la partie (alors qu'Adi Shankara voit le Brahman comme l'Espace et l'âtman comme différents Lieux habités par le même Espace). 
L'âme individuelle (âtman) n'est pas l'Être de la Conscience suprême en félicité (Sat-cit-ananda, IAST: Saccidānanda) assombrie par la force de nescience/ignorance (avidya), mais est le Brahman, avec un attribut (infini) rendu imperceptible. L'âme est autant personne d'action qu'un jouisseur. Atomique dans sa taille, mais se répandant dans le corps et l'esprit entiers par son essence ineffable (comme le santal fait sentir sa présence par son parfum, même si on ne peut pas voir le santal).
Contrairement à l'Advaita Vedanta, le monde de la Mâyâ n'est pas considéré comme irréel, puisque la Mâyâ n'est rien d'autre qu'une puissance d' Ishvara (Être/Seigneur suprême). Il est non seulement le Créateur de l'Univers, mais est l'Univers lui-même. Vallabha cite le Brihadaranyaka Upanishad, selon quoi le Brahman a désiré devenir beaucoup et il est devenu la multitude d'âmes individuelles et le Monde. Bien que l'on ne connaisse pas le Brahman, on le connaît quand Il se manifeste de par le Monde, la Création.
La Bhakti (dévotion désintéressée) est la signification et le moyen principal de Salut, quoique la Connaissance (Jnana) soit aussi utile. Les karmas/actes précèdent la connaissance du Suprême et sont présents même quand cette connaissance est gagnée. Le Libéré exécute tous les karmas. Le but le plus haut n'est pas la Mukti ou Délivrance (des réincarnations), mais plutôt le service éternel envers Krishna et la participation à Ses activités dans Sa demeure divine de Vrindavan. Vallabha distingue la Conscience transcendante du Brahman en tant que Purushottama. Vallabha insiste sur une vie d'Amour sans partage et de dévotion envers Dieu.
Les adeptes de Vallabhacharya (appartenant au Pushti Marg, la voie de la Grâce) maintiennent que si l'on veut obtenir le Moksha (Délivrance) et le Bonheur donné par Krishna, le meilleur chemin est la Bhakti. Dans le Kali Yuga, on estime que les formes de Bhakti mentionné dans les textes sacrés sont presque impossibles à pratiquer, donc les adeptes de Vallabhacharya recommandent la pushti bhakti (le Dévotion gracieuse), qui est une fin en elle-même, n'étant pas une fin donnant la Moksha, la Joie et l'Unité avec le Seigneur Krishna. Cela illustre que l'unité avec Shrî Krishna peut être réalisé simplement en ayant la foi fervente et authentique, et l'amour pour le Seigneur et la récitation du mantra Brahmasambandha (shrî Krishna sharanam mama).
Le bhakta véritable est celui ou celle qui donne son tout, corps et âme, à la cause de Dieu, Cause de Tout. La Bhakti du dévot qui adore Dieu, ne se réalise non pas pour une quelconque récompense, future ou présente, mais pour lui, Dieu en tant que tel. Un tel dévot va à Goloka après la fin de son corps et vit dans le bonheur éternel, jouissant du Jeu du Seigneur. L'exemple classique de cette humiliation volontaire complète est celui des bergères et gardiennes de vaches, envers Krishna. Elles n'ont prononcé nul mot avec lui, sauf donner leur prière et elles n'ont brûlé aucune étape sauf pour s'unir à Krishna. Leur méditation suprême concernait les pieds en lotus de Krishna. Ainsi, par la Grâce de Dieu seul, on peut obtenir la sortie de l'esclavage et atteindre le Ciel de Krishna, Goloka, « le monde des vaches ».